# Miss Universo 1984
Miss Universo 1984, trentatreesima edizione di Miss Universo, si è tenuta presso il James L. Knight Convention Center di Miami negli Stati Uniti d'America, il 9 luglio 1984. L'evento è stato presentato da Bob Barker e Joan Van Ark. Yvonne Ryding, Miss Svezia, è stata incoronata Miss Universo 1984.

## Risultati

### Piazzamenti
| Risultato finale   | Concorrente |
| ------------------ | --- |
| Miss Universo 1984 | - Svezia - Yvonne Ryding |
| 2ª classificata    | - Sudafrica - Letitia Snyman |
| 3ª classificata    | - Venezuela - Carmen María Montiel |
| 4ª classificata    | - Filippine - Desiree Verdadero |
| 5ª classificata    | - Colombia - Susana Caldas Lemaitre |
| Top 10             | - Germania - Brigitte Berx - Guatemala - Ilma Urrutia - Paesi Bassi - Nancy Neede - Stati Uniti - Mai Shanley - Thailandia - Savinee Pakaranang |

### Punteggi alle sfilate finali
Vincitrice
     2ª classificata
     3ª classificata
     Top 6
     Top 10
(#) Posizione in ogni turno della gara
| Nazione     | Media preliminare | Intervista | Costume da bagno | Abito da sera | Media semifinale |
| ----------- | ----------------- | ---------- | ---------------- | ------------- | ---------------- |
| Svezia      | 8.500 (1)         | 9.090 (4)  | 9.460 (1)        | 9.540 (1)     | 9.363 (1)        |
| Venezuela   | 8.430 (3)         | 9.140 (2)  | 9.280 (2)        | 9.285 (2)     | 9.235 (2)        |
| Filippine   | 8.470 (2)         | 9.050 (5)  | 9.140 (3)        | 9.255 (3)     | 9.148 (3)        |
| Colombia    | 7.935 (10)        | 9.200 (1)  | 8.530 (10)       | 9.220 (4)     | 8.983 (4)        |
| Sudafrica   | 8.048 (8)         | 9.100 (3)  | 8.635 (9)        | 9.025 (7)     | 8.920 (5)        |
| Thailandia  | 8.088 (7)         | 8.610 (6)  | 9.130 (5)        | 8.975 (8)     | 8.905 (6)        |
| Paesi Bassi | 8.345 (4)         | 8.555 (8)  | 8.950 (6)        | 9.175 (5)     | 8.893 (7)        |
| Germania    | 8.136 (5)         | 8.175 (10) | 9.140 (3)        | 9.027 (6)     | 8.780 (8)        |
| Guatemala   | 7.956 (9)         | 8.590 (7)  | 8.820 (7)        | 8.805 (10)    | 8.738 (9)        |
| Stati Uniti | 8.093 (6)         | 8.195 (9)  | 8.670 (8)        | 8.855 (9)     | 8.573 (10)       |

### Riconoscimenti speciali
| Riconoscimento        | Concorrente                                                                  |
| --------------------- | ---------------------------------------------------------------------------- |
| Best National Costume | - Hong Kong - Mina Godenzi - India - Juhi Chawla - Uruguay - Yissa Pronzatti |
| Miss Congeniality     | - Gibilterra - Jessica Palao                                                 |
| Miss Photogenic       | - Spagna - Garbiñe Abasolo                                                   |

## Concorrenti
- Argentina - Leila Adar
- Aruba - Jacqueline van Putten
- Australia - Donna Rudrum
- Austria - Michaela Nussbaumer
- Barbados - Lisa Worme
- Belgio - Brigitte Antonia Muyshondt
- Belize - Lisa Patricia Ramirez
- Bermuda - Rhonda Wilkinson
- Bolivia - Lourdes Aponte
- Brasile - Ana Elisa da Cruz
- Canada - Cynthia Kereluk
- Cile - Carol Bahnke Muñoz
- Cipro - Zsa Zsa Melodias
- Colombia - Susana Caldas Lemaitre
- Corea del Sud - Lim Mi Sook
- Costa Rica - Silvia Portilla
- Curaçao - Susanne Marie Verbrugge
- Danimarca - Catarina Clausen
- Ecuador - Leonor Gonzenbach
- El Salvador - Ana Lorena Samagoa
- Filippine - Desiree Verdadero
- Finlandia - Anna Liisa Tilus
- Francia - Martine Robine
- Galles - Jane Anne Riley
- Gambia - Mirabel Carayol
- Germania - Brigitte Berx
- Giappone - Megumi Niiyama
- Gibilterra - Jessica Palao
- Grecia - Peggy Dogani
- Guadalupa - Martine Seremes
- Guam - Eleanor Benavente
- Guatemala - Ilma Julieta Urrutia Chang
- Guyana francese - Rose Nicole Lony
- Honduras - Myrtice Elitha Hyde
- Hong Kong - Mina Godenzi
- India - Juhi Chawla
- Inghilterra - Louise Gray
- Irlanda - Patricia Nolan
- Islanda - Berglind Johansson
- Isole Cayman - Thora Anne Crighton
- Isole Cook - Margaret Brown
- Isole Marianne Settentrionali - Porsche Salas
- Isole Vergini Americane - Patricia Graham
- Isole Vergini Britanniche - Donna Patricia Frett
- Israele - Saphire Kauffmann
- Italia - Raffaella Baracchi
- Jugoslavia - Kresinja Borojevic
- Libano - Sawsan El Sayed
- Lussemburgo - Romy Bayeri
- Malaysia - Latifah Abdul Hamid
- Malta - Marissa Sammut
- Martinica - Danielle Clery
- Messico - Elizabeth Broden
- Namibia - Petra Harley Peters
- Norvegia - Ingrid Marie Martens
- Nuova Zelanda - Tania Clague
- Paesi Bassi - Nancy Neede
- Panama - Cilinia Prada Acosta
- Papua Nuova Guinea - Patricia Mirisa
- Paraguay - Elena Ortiz
- Perù - Fiorella Ferrari
- Polonia - Joanna Karska
- Porto Rico - Sandra Beauchamp
- Portogallo - Maria de Fatima Jardim
- Rep. Dominicana - Sumaya Heinsen
- La Riunione - Marie Lise Gigan
- Samoa – Lena Slade
- Scozia - May Monaghan
- Singapore - Violet Lee Hui Min
- Spagna - Garbiñe Abasolo
- Stati Uniti - Mai Shanley
- Sudafrica - Letitia Snyman
- Svezia - Yvonne Ryding
- Svizzera - Silvia Anna Afolter
- Thailandia - Savinee Pakaranang
- Trinidad e Tobago - Gina Marie Tardieu
- Turchia - Gurcin Ulker
- Turks e Caicos - Deborah Lindsey
- Uruguay - Yissa Pronzatti
- Venezuela - Carmen María Montiel
- Zaire – Lokange Lwali